# Palacio de Carondelet

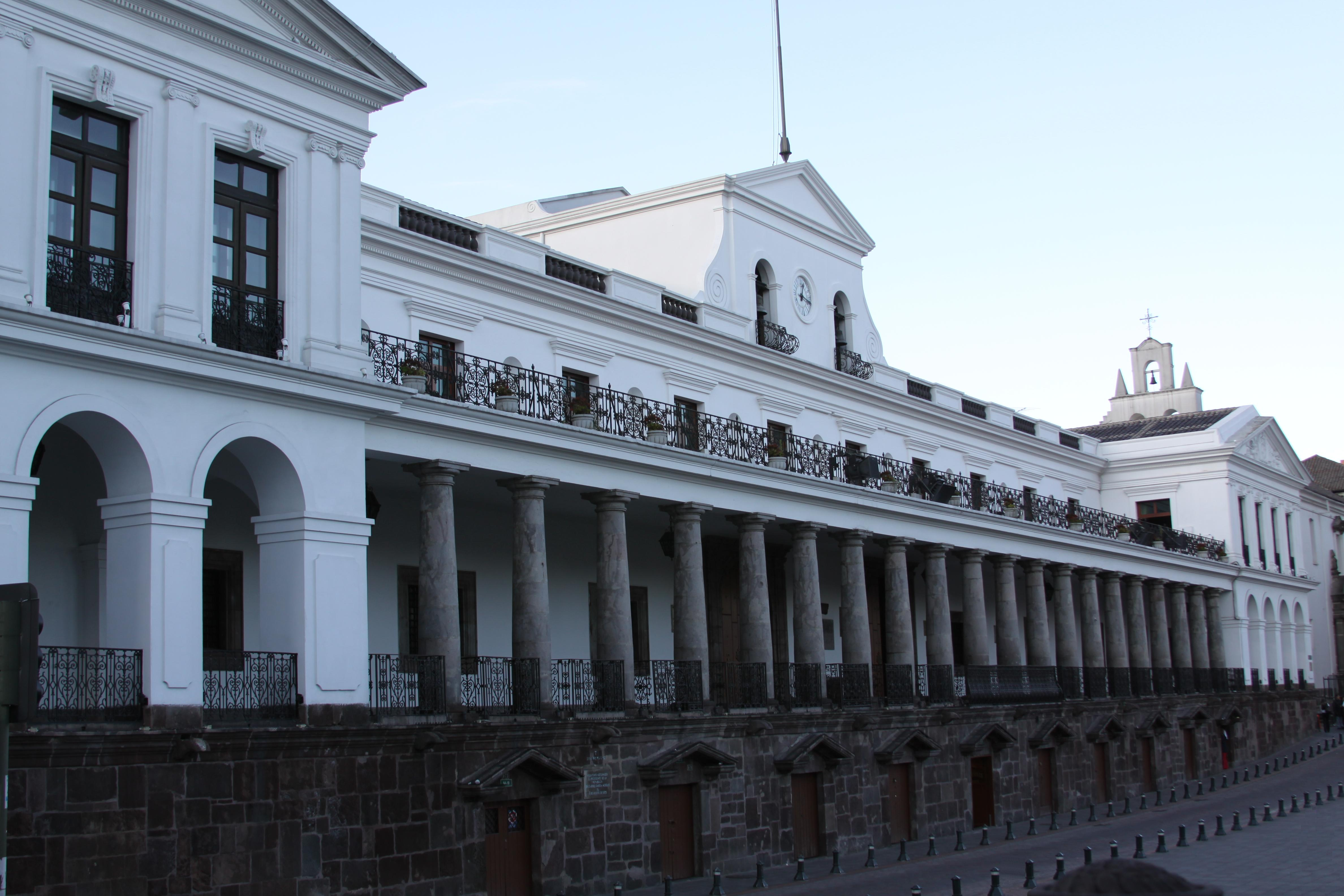
Palacio de Carondelet

Palacio de Carondelet (nazywany też Pałacem gubernatora lub Pałacem prezydenckim) – oficjalna siedziba prezydenta Republiki Ekwadoru. Znajduje się w Quito po zachodniej stronie Placu Niepodległości, centralnego punktu miasta przy alei Gabriela Garcíi Moreno. Pierwotnie budynek służył jako siedziba Królewskiej Audiencji Quito.
Pałac wziął swoją nazwę od Francisco Luisa Héctoar de Carondeleta, prezydenta Królewskiej Audiencji Quito.

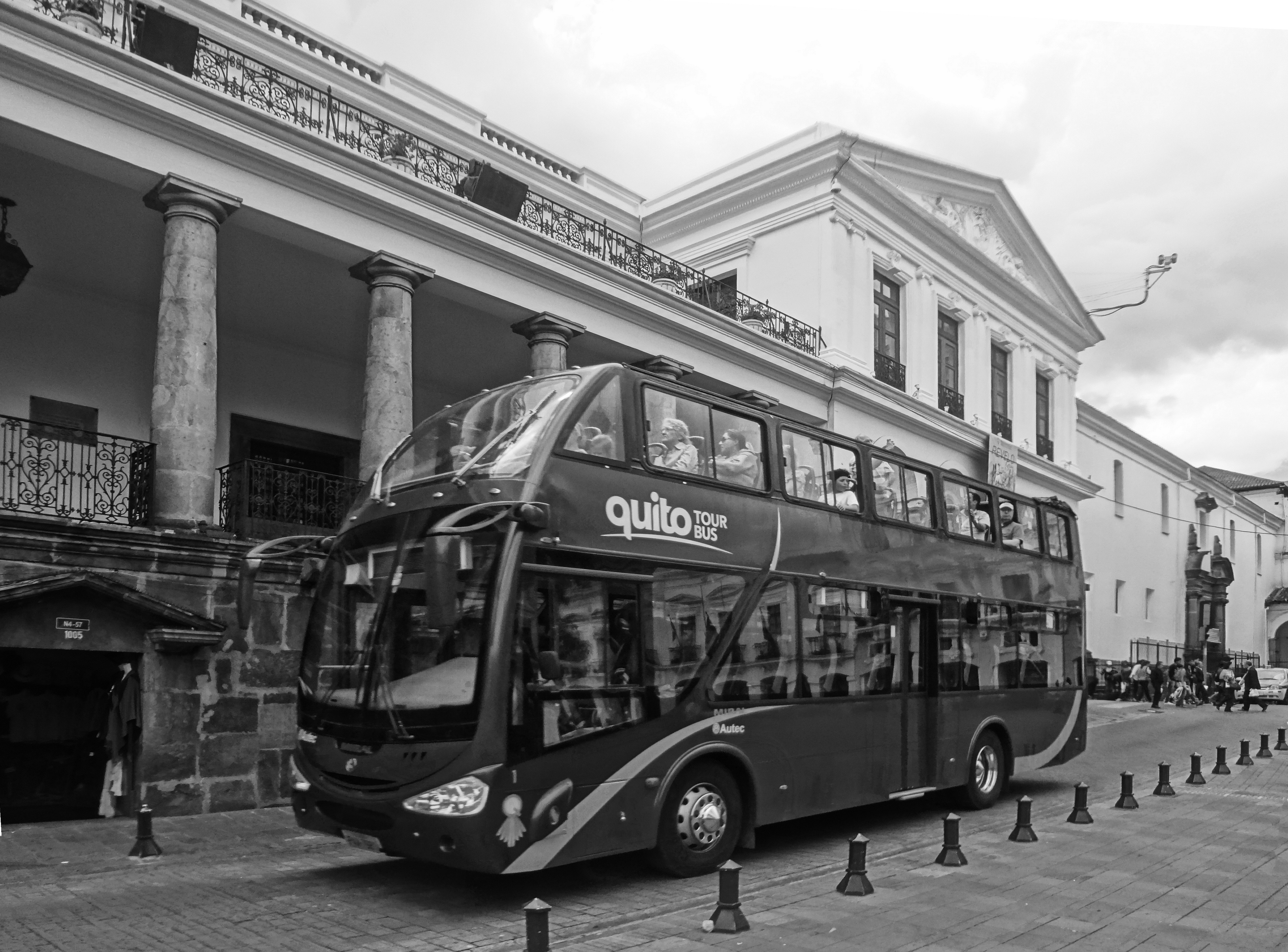
Tour Bus, Palacio de Carondelet
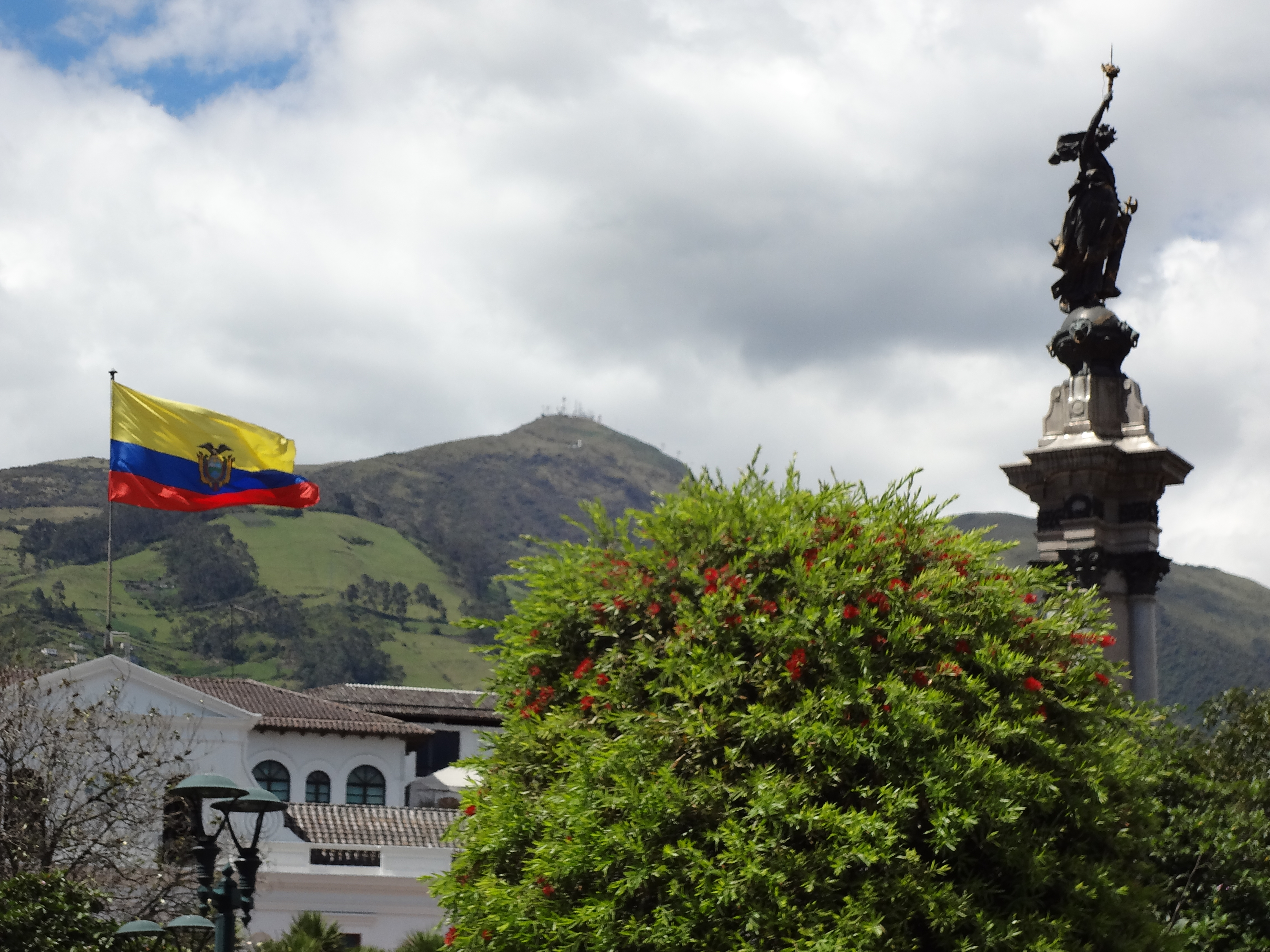
Plaza de La Independencia, Palacio de Carondelet